# Recombinant DNA
Recombinant DNA staat voor een combinatie van genetisch materiaal (DNA) die met behulp van recombinant-DNA-technologie door de mens op kunstmatige wijze in een laboratorium is verkregen en niet als zodanig in de natuur voorkomt. Hierbij wordt kunstmatig een fragment vreemd of synthetisch DNA gecombineerd met een bestaand DNA-molecuul. Deze combinatie kan bestaan uit DNA afkomstig van organismen of virussen van dezelfde soort of van verschillende soorten.
Recombinant DNA vormt de basis voor de moderne biotechnologie. Zo wordt het gebruikt voor het creëren van genetisch gemodificeerde organismen (ggo's) die hierdoor gericht bepaalde eigenschappen meekrijgen die zij van nature niet bezitten. Recombinant DNA wordt ook veelvuldig gebruikt voor de productie van recombinante eiwitten door bacteriën, schimmels, gisten en dierlijke of menselijke cellen. De enzymen in bijvoorbeeld wasmiddelen worden veelal geproduceerd op basis van recombinant DNA dat is ingebracht in het DNA van een gist. Een nieuwe generatie geneesmiddelen in de vorm van menselijke eiwitten worden tevens geproduceerd aan de hand van recombinant DNA en worden daardoor ook wel recombinant-DNA-geneesmiddelen genoemd.